# 十寸見蘭洲
十寸見 蘭洲（ますみ らんしゅう）は、河東節の名跡。

## 初代
（生年不詳 - 享保16年6月25日（1731年7月28日））本名は蔓蔦屋庄次郎。
新吉原江戸町の娼家の主人。江戸半太夫の門弟、初代十寸見河東とは同じ門弟。
尚書家の細井広沢に師事し「鳰鳥（仁本鳥）」「夜半楽」の随筆などを残す。別名は閑室蘭洲ともいう。

## 2代目
（享保3年（1718年） - 寛政12年8月7日（1800年9月25日））本名は佐倉屋又四郎（一説に大津屋庄蔵）。
江戸新吉原の娼家の主人。3代目河東の門弟。前名等不明。後に志明を名乗った。

## 3代目
（生年不詳 - 文政11年1月12日（1828年2月26日））
2代目蘭洲の門弟の2代目山彦蘭爾が後に2代目蘭州の養子となり、1792年に3代目襲名。後に俳諧で千束其爪を名乗る。

## 4代目
（生年不詳 - 嘉永5年11月12日（1852年12月22日））本名は斎藤正蔵（一説に庄蔵）。
7代目河東の門弟で前名を3代目蘭爾、後に3代目蘭州の養子、1822年に4代目蘭州を襲名。
剃髪後は魯生を名乗る。

## 5代目
（生没年不詳）
経歴等不明。通称を田川屋東太郎という。

## 6代目
（嘉永2年（1849年） - 大正5年（1916年）2月16日）
本名は天沼熊作。前名等不明。通称を紅葉堂蘭洲という。1908年に当時の貴重な考証「真澄声曲外題鑑」を残す。
長男は建築史家・京都大学教授の天沼俊一、次男は慶応義塾大学教授の天沼貴彦、娘は画家の天沼青蒲。